# Миграционная политика Азербайджана
В Азербайджане миграционная политика осуществляется Государственной миграционной службой и соответствующими департаментами Министерства труда и социальной защиты населения, Министерством здравоохранения, Министерством иностранных дел, Министерством внутренних дел, Государственной пограничной службой, Государственным комитетом Азербайджанской Республики для беженцев и ВПЛ и Cлужбой Государственной Безопасности. Миграционный кодекс, Закон о гражданстве, Закон об иммиграции являются основами миграционной политики в Азербайджане. 19 марта 2007 года была создана независимая миграционная служба - Государственная миграционная служба для регулирования быстро меняющегося мигранта и подготовки всеобъемлющей и эффективной миграционной политики.

## История создания
После обретения независимости в 1991 году Азербайджан столкнулся со значительной волной эмиграции своих граждан за границу (в основном в Россию и чуть позже также в Турцию) из-за трудностей, таких как нестабильная политическая ситуация, экономический спад и внутреннее переселение беженцев и вынужденных переселенцев из-за карабахского конфликта. С годами возрастающая роль страны как транзитной страны, экономическое развитие и реализация масштабных проектов в области энергетики и транспорта позволили Азербайджану привлечь все большее число иммигрантов. Азербайджан столкнулся с многогранными проблемами в миграционных процессах, поэтому был предпринят ряд действий по их устранению. Среди них - принятие Концепции государственной политики в области миграции, одобрение Государственной программы миграции на 2006-2008 годы, создание Государственной миграционной службы. Кроме того, была создана группа с целью работы по внедрению биометрической идентификации. Государственная программа по биометрической идентификации в Азербайджанской Республике была составлена по рекомендации группы и утверждена Ильхамом Алиевым 13 февраля 2007 года. В Закон о национальной идентификационной карточке Азербайджанской Республики в декабре 2011 года были внесены поправки с целью представления удостоверений личности с электронными чипами, содержащими личную информацию. Азербайджан присоединился к Конвенции ООН о защите прав всех трудящихся-мигрантов и членов их семей.

## Концепция государственной миграции
13 июля 2004 года Кабинет министров утвердил Концепцию государственной политики управления миграцией, учитывая необходимость определения государственной политики по вопросам миграции для подготовки Государственной программы миграции. Концепция содержит 4 раздела: помимо общих положений и ситуации с миграцией в Азербайджане, это цели, принципы и задачи миграционной политики, а также механизм реализации государственной миграционной политики Азербайджана.
Основными направлениями государственной миграционной политики Азербайджана являются: обеспечение контроля над миграционными процессами в Азербайджане и предотвращение нелегальной миграции; стимулирование азербайджанских соотечественников, проживающих за рубежом, переселиться в Азербайджан и содействие возвращению эмигрантов, а также содействие иммиграции квалифицированных специалистов и других иностранных работников, необходимых для рынка труда Азербайджана; и упрощение въезда и проживания в Азербайджане для иностранных граждан, ведущих бизнес в Азербайджане.
Основными механизмами реализации концепции являются: совершенствование законодательства Азербайджанской Республики о миграции; продвижение системы управления миграцией и координация деятельности органов управления миграцией; создание единой государственной информационной системы по вопросам миграции; развитие сотрудничества с международными организациями и соответствующими правительственными учреждениями зарубежных стран для регулирования миграционных процессов.

## Государственная миграционная программа
Концепцией Государственной миграционной политики Азербайджана последовала Государственная миграционная программа Азербайджанской Республики на 2006-2008 годы. Программа была утверждена Президентом Азербайджана 25 июля 2006 года. Эта Программа была создана для осуществления необходимых действий для достижения целей, упомянутых в Концепции миграционной политики.
Программа содержит 3 раздела - общую информацию и характеристики миграционных процессов Азербайджана, основные направления государственной миграционной политики Азербайджана и международное сотрудничество в этой области. Кроме того, также определены меры, которые должны быть реализованы в рамках Государственной Программы Миграции.
Согласно Программе, основной целью государственной миграционной политики Азербайджана является регулирование миграционных потоков и обеспечении национальной безопасности и интересов Азербайджанской Республики и предотвращение негативных последствий неконтролируемых миграционных процессов. Основные цели миграционной политики Азербайджана определены в Программе как эффективное использование миграционных процессов для развития страны; осуществление государственных программ и мер, связанных с миграцией, в соответствии с интересами общества и народа; предотвращение незаконной миграции; установление необходимых условий для ускорения процесса адаптации мигрантов к существующей социально-экономической ситуации; защита прав мигрантов.
Осуществление государственной миграционной политики предполагает деятельность соответствующих государственных органов по следующим основным направлениям в рамках этой Государственной программы:
- совершенствование механизма управления миграцией;
- установление правовой основы для определения взаимных прав и обязанностей мигрантов и государства;
- повышение эффективности государственного регулирования миграции,
- объявление квот на получение иммигрантов с учетом потребностей внутреннего рынка труда;
- принятие соответствующих мер для устранения негативных случаев в соответствующих государственных органах, занимающихся вопросами миграции;
- осуществление комплексных мер по предотвращению незаконной миграции;
- сотрудничество с миграционными службами зарубежных стран и международными организациями для решения проблем, связанных с миграцией.

## Государственные учреждения, ответственные за миграционные процессы
Несмотря на то, что Государственная миграционная служба несет полную ответственность за миграционные процессы, другие государственные органы -  Министерство внутренних дел (МВД), Министерство иностранных дел (МИД), Государственная пограничная Служба, Министерство труда и социальной защиты населения, Государственный комитет по делам беженцев и вынужденных переселенцев - также занимаются вопросами миграции в рамках своей деятельности. Указом Президента от 29 июня 2005 года, который вступил в силу 16 мая 2006 года, был создан новый отдел, связанный с миграционной службой - главны отдел паспортно-регистрационного и миграционного управления - в Министерстве внутренних дел. Это отдельная структурная фракция внутри МВД и регистрирует граждан Азербайджана или других государств и лиц без гражданства, выдает удостоверения личности иностранным гражданам, а также национальные паспорта гражданам Азербайджана и занимается иммиграционные вопросы в органах МВД.

### Государственная миграционная служба
В целях реализации государственной политики в области миграции, совершенствования системы управления миграционными процессами и координации деятельности различных государственных органов по миграционным процессам Государственная миграционная служба Азербайджанской Республики была сформирована 19 марта 2007 года в соответствии с Указом Президента Азербайджана. Государственная миграционная служба занимается заявками на гражданство, выдавая разрешение иностранцам и лицам без гражданства временно проживать в Азербайджане, продлевая временный вид на жительство иностранцев и лиц без гражданства, предоставляя иммигрантам или беженцам статус иностранцев.

### Министерство иностранных дел
Министерство иностранных дел отвечает за оформление визовых запросов иностранцев через более 60 посольств и консульств Азербайджана; оказание консульских услуг гражданам Азербайджана, проживающим за рубежом; регистрация граждан Азербайджана, постоянно или временно находящихся за границей; содействие и обеспечение сотрудничества с международными организациями и странами-партнерами по вопросам миграции.
Основным партнером Азербайджана в области сотрудничества по вопросам миграции является Международная организация по миграции (МОМ). Азербайджан получил различные виды помощи от МОМ с 1996 года и стал членом МОМ в 2001 году. Азербайджан также сотрудничает с Европейским союзом и ОБСЕ по вопросам миграции. В рамках Европейской политики добрососедства в ноябре 2006 года был принят План действий между Азербайджаном и ЕС. План действий охватывает различные вопросы, такие как управление границами, вопросы убежища, управление миграцией, предотвращение незаконной миграции, диалог реадмиссии, реинтеграция возвращенных мигрантов и упрощение визовых процедур.

## Правовые рамки
Законодательство, касающееся миграции, включает Конституцию, международные договоры Азербайджан является стороной, национальным законодательством и другими правовыми актами. Конституция предусматривает равные права для иностранцев выполнять те же обязанности, что и граждане Азербайджана, если иное не предусмотрено законом или международными соглашениями, которые были ратифицированы Азербайджаном.
Правовые акты, принятые для управления миграционными процессами в Азербайджане, включают:
- Закон о въезде, выезде и паспортах (14 июня 1994 года);
- Закон о государственной границе Азербайджанской Республики;
- Закон об удостоверении личности граждан Азербайджанской Республики (14 июня 1994 года);
- Закон о правовом статусе иностранцев и лиц без гражданства (13 марта 1996 года);
- Закон о регистрации по месту жительства и фактическому адресу (4 апреля 1996 года);
- Закон о гражданстве Азербайджанской Республики (30 сентября 1998 года);
- Закон об иммиграции (22 декабря 1998 года);
- Закон о трудовой миграции;
- Закон «О правовом статусе беженцев и перемещенных лиц» (21 мая 1999 года)[6];
- 2002 Закон о государственной политике в отношении граждан, проживающих за рубежом (с поправками, внесенными в 2003 году).[7]

### Миграционный кодекс
Миграционный кодекс Азербайджанской Республики был утвержден президентом Ильхамом Алиевым 2 июля 2013 года с целью установления норм, связанных с осуществлением государственной политики Азербайджана в вопросах миграции, регулирования миграционных процессов и правового статуса иностранцев и лиц без гражданства в Азербайджане.
Кодекс содержит 6 разделов. Помимо общих положений, они включают въезд и выезд с территорий Азербайджанской Республики, необходимые документы, касающиеся миграционных процессов, трудовую миграцию, правовой статус иностранцев и лиц без гражданства в Азербайджане, а также высылку иностранцев и лиц без гражданства с территории Азербайджан.
В Кодексе содержится юридическое объяснение условий иностранца, лица без гражданства, паспорта, временно пребывающего в Азербайджанской Республике, временного и постоянного проживания в Азербайджанской Республике, трудовой миграции, близких родственников, разрешения на работу, визы, места жительства, местоположение и другие условия, связанные с миграцией. Кроме того, в Кодексе изложены цели регистрации миграционной деятельности, основания для ведения и осуществления миграционной записи. Классификация виз полностью представлена в Миграционном кодексе впервые в законодательстве Азербайджана.

### Международная правовая основа
- Конвенция о статусе беженцев (1951 год) и дополняющий ее Протокол (1967 год);
- Конвенция о статусе апатридов (1954 год);
- Конвенция об искоренении безгражданства (1961 год);
- Конвенция ООН о борьбе с транснациональной организованной преступностью;
- Протокол ООН «Профилактика, искоренение и преследование торговли людьми, особенно женщин и детей», дополняющий Конвенцию ООН о борьбе с транснациональной организованной преступностью;
- Протокол ООН «О борьбе с незаконным ввозом мигрантов через землю, море и воздух», дополняющий Конвенцию ООН о борьбе с транснациональной организованной преступностью;
- Международная конвенция о защите всех трудящихся-мигрантов и их семей;
- Соглашение о сотрудничестве между странами - членами Содружества Независимых Государств (СНГ) в области борьбы с незаконной миграцией;
- Соглашение о сотрудничестве между странами - членами Содружества Независимых Государств (СНГ) в области борьбы с торговлей людьми и органами.[5]

## Гражданство
Закон о гражданстве Азербайджана был принят 30 сентября 1998 года. Гражданство Азербайджана определяется не по месту рождения, а наличием одного или обоих родителей, являющихся гражданами государства. Лица, имеющие хотя бы одного азербайджанского родителя, автоматически получают гражданство Азербайджана при рождении. Требования к общей натурализации следующие:
- Должен быть, адрес проживания в Азербайджане более пяти лет подряд;
- Должен быть взрослым, имеющим законный источник дохода;
- Должен взять на себя обязательство соблюдать Конституцию и законодательство Азербайджанской Республики;
- Должен быть в состоянии читать, писать, говорить и понимать официальный государственный язык - азербайджанский.
- В Азербайджане не признается двойное гражданство. Лицо теряет гражданство Азербайджана, если он приобретает гражданство любого другого государства.[9]

## Трудовая миграция
Трудовая миграция регулируется «Законом о трудовой миграции», Трудовым кодексом и Миграционным кодексом Азербайджанской Республики путем применения квоты на трудовую миграцию, предоставления разрешений на работу, кроме того, выдача специальных лицензий (разрешений) на посреднические мероприятия по найму граждан Азербайджана в зарубежных странах.
Трудоспособные иностранцы и лица без гражданства старше 18 лет могут работать в Азербайджане после получения разрешения на работу. Юридические лица должны получить специальное разрешение для найма иностранцев. Трудовой договор должен быть подписан с иностранцами на срок действия их разрешения на работу. Трудовой договор не может быть подписан без разрешения на работу.
В соответствии с поправкой (7 октября 2011 года) о решении Кабинета министров (6 декабря 2000 года) «Об утверждении Правил выдачи индивидуального разрешения для иностранцев на осуществление оплачиваемой трудовой деятельности на территории Азербайджанской Республики и представления образцовых индивидуального разрешения », индивидуальные разрешения для иностранцев выдаются Государственной миграционной службой с учетом отзывов Министерства труда и социальной защиты.
Лица, получившие статус иммигранта, а также руководители представительств и филиалов иностранных юридических лиц и иностранные граждане, занимающиеся предпринимательской деятельностью в Азербайджане, могут работать без разрешения на работу.
Азербайджан является участником международных соглашений о регулировании трудовой миграции: Соглашение о сотрудничестве в области трудовой миграции и социальной защиты трудящихся-мигрантов, принятое государствами-членами СНГ, вступило в силу в 1996 году, Международная конвенция о защите прав всех трудящихся-мигрантов и члены их семей были ратифицированы в 1999 году, был подписан Протокол о внесении изменений в Соглашение о сотрудничестве в области трудовой миграции и социальной защиты трудящихся-мигрантов, принятый государствами-членами СНГ в 2005 году, Конвенция СНГ о правовом статусе трудящихся-мигрантов и т. д. их семей, из стран-участниц СНГ, вступили в силу в 2010 году.
Граждане Азербайджанской Республики, работающие за границей, должны зарегистрироваться в соответствующем дипломатическом представительстве Азербайджана.
При осуществлении трудовой деятельности граждан иных государств на территории Азербайджана, в случае наличия двусторонних соглашений, данный стаж зачитывается им при назначении пенсии в государстве, гражданами которого они являются.

## Нелегальная миграция
Нелегальная миграция в Азербайджан является актом иностранцев, въезжающих в Азербайджан без разрешения правительства и с нарушением данного закона о гражданстве, или за пределами срока действия визы.
Депортация нелегальных мигрантов регулируется Кодексом об административных правонарушениях, Кодексом исполнения наказаний Азербайджанской Республики и Кодексом о миграции.
Нелегальные мигранты из Ближнего Востока и Центральной Азии используют Азербайджан в качестве страны транзита для перехода к Северу, Востоку и Западу с учетом его географического положения. Незаконные мигранты в основном из Ирана, Ирака, Афганистана, Пакистана и стран Юго-Восточной Азии проходят через Азербайджан для достижения России, Грузии, Турции, Болгарии, Швеции, Франции, Швейцарии, Германии и Норвегии.
Для работы с нелегальными иммигрантами в Главном паспорте, регистрации и миграции МВД республики был создан специальный филиал - Управление по борьбе с нелегальной иммиграцией.
Иностранцы и лица без гражданства, получившие распоряжение о высылке, но отказывающиеся покидать территорию Азербайджана, помещаются в центры содержания под стражей незаконных мигрантов (расположенных в Баку и Евлах) до момента депортации в соответствии с решением суда, выданным на основании апелляции от соответствующего органа исполнительной власти. Те, кто подал заявку на получение статуса беженца, не содержатся под стражей.